# 永建 (漢)
永建（えいけん）は、後漢の順帝劉保の治世に行われた最初の元号。
126年 - 132年。

## 出来事
- 7年3月：陽嘉元年と改元。

## 西暦・干支との対照表
| 永建 | 元年  | 2年   | 3年   | 4年   | 5年   | 6年   | 7年   |
| 西暦 | 126年 | 127年 | 128年 | 129年 | 130年 | 131年 | 132年 |
| 干支 | 丙寅  | 丁卯  | 戊辰  | 己巳  | 庚午  | 辛未  | 壬申  |